# Set Fire to the Stars
Pour plus de détails, voir Fiche technique et Distribution.
Set Fire to the Stars est un drame biographique britannique réalisé par Andy Goddard en 2014 au cinéma et sorti le 13 mai 2015.

## Fiche technique
- Titre : Set Fire to the Stars
- Réalisation : Andy Goddard
- Scénario : Andy Goddard et Celyn Jones
- Photographie : Chris Seagar
- Montage : Mike Jones
- Musique : Gruff Rhys
- Costumes : Francisco Rodriguez-Weil
- Décors : Edward Thomas
- Producteur : Andrew Riach et Andy Evans
  - Coproducteur : Elijah Wood
  - Producteur délégué : Steve Clark-Hall et Adam Patridge
  - Producteur associé : Ade Shannon
- Production : Mad As Birds
- Distribution : Munro Film Services
- Pays d’origine :  Royaume-Uni
- Genre : Drame biographique
- Dates de sortie :
  -  Royaume-Uni : 7 novembre 2014
  -  France : 13 mai 2015

## Distribution
- Elijah Wood : John Malcolm Brinnin
- Celyn Jones : Dylan Thomas
- Kelly Reilly : Caitlin Thomas
- Steven Mackintosh : Jack
- Shirley Henderson : Shirley
- Kevin Eldon (en) : Stanley
- Steve Speirs
- Maimie McCoy : Rosie
- Richard Brake : M. Unlucky
- Weston Gavin : Yale Provost
- Andrew Bicknell
- Kate Drew
- Ken Dury
- Nicola Duffett
- Adam Gillen
- Polly Hemingway